# Associazione Sportiva Acireale 1996-1997
Questa pagina raccoglie le informazioni riguardanti l'Associazione Sportiva Acireale nelle competizioni ufficiali della stagione 1996-1997.

## Rosa
| N. |                   | Ruolo | Calciatore               |
| -- | ----------------- | ----- | ------------------------ |
|    | Italia (bandiera) | C     | Maurizio Anastasi        |
|    | Italia (bandiera) | D     | Giuseppe Bonanno         |
|    | Italia (bandiera) | C     | Vladimiro Caramel        |
|    | Italia (bandiera) | D     | Michele Cataldi          |
|    | Italia (bandiera) | D     | Agatino Chiavaro         |
|    | Italia (bandiera) | A     | Angeloantonio Cianchotta |
|    | Italia (bandiera) | D     | Roberto Civolani         |
|    | Italia (bandiera) | A     | Giuseppe Delle Donne     |
|    | Italia (bandiera) | D     | Mattia Esposito          |
|    | Italia (bandiera) | C     | Vito Lasalandra          |
|    | Italia (bandiera) | C     | Gianni Margheriti        |

| N. |                   | Ruolo | Calciatore         |
| -- | ----------------- | ----- | ------------------ |
|    | Italia (bandiera) | A     | Sandro Mazzoni     |
|    | Italia (bandiera) | D     | Elio Migliaccio    |
|    | Italia (bandiera) | P     | Stefano Razzetti   |
|    | Italia (bandiera) | D     | Gianluca Rencricca |
|    | Italia (bandiera) | A     | Gianfranco Serioli |
|    | Italia (bandiera) | D     | Andrea Suriano     |
|    | Italia (bandiera) | A     | Donato Terrevoli   |
|    | Italia (bandiera) | C     | Santo Torre        |
|    | Italia (bandiera) | P     | Corrado Vaccaro    |
|    | Italia (bandiera) | A     | Salmon Zalla       |

## Risultati

### Campionato

#### Girone di andata
| 1º settembre 1996 1ª giornata | Sora | 0 – 1 | Acireale |  |

| 8 settembre 1996 2ª giornata | Acireale | 0 – 0 | Avezzano |  |

| 15 settembre 1996 3ª giornata | Nocerina | 0 – 1 | Acireale |  |

| 22 settembre 1996 4ª giornata | Acireale | 0 – 0 | Ascoli |  |

| 29 settembre 1996 5ª giornata | Acireale | 1 – 0 | Trapani |  |

| 6 ottobre 1996 6ª giornata | Savoia | 0 – 1 | Acireale |  |

| 20 ottobre 1996 7ª giornata | Acireale | 0 – 1 | Giulianova |  |

| 27 ottobre 1996 8ª giornata | Casarano | 1 – 4 | Acireale |  |

| 3 novembre 1996 9ª giornata | Acireale | 0 – 0 | Juve Stabia |  |

| 9 novembre 1996 10ª giornata | Lodigiani | 0 – 0 | Acireale |  |

| 24 novembre 1996 11ª giornata | Avellino | 2 – 2 | Acireale |  |

| 1º dicembre 1996 12ª giornata | Acireale | 0 – 0 | Ischia Isolaverde |  |

| 8 dicembre 1996 13ª giornata | Atletico Catania | 0 – 0 | Acireale |  |

| 15 dicembre 1996 14ª giornata | Acireale | 0 – 0 | Fidelis Andria |  |

| 22 dicembre 1996 15ª giornata | Gualdo | 0 – 0 | Acireale |  |

| 29 dicembre 1996 16ª giornata | Acireale | 0 – 0 | Ancona |  |

| 12 gennaio 1997 17ª giornata | Fermana | 2 – 0 | Acireale |  |

#### Girone di ritorno
| 19 gennaio 1997 18ª giornata | Acireale | 2 – 1 | Sora |  |

| 26 gennaio 1997 19ª giornata | Avezzano | 1 – 0 | Acireale |  |

| 2 febbraio 1997 20ª giornata | Acireale | 1 – 0 | Nocerina |  |

| 9 febbraio 1997 21ª giornata | Ascoli | 0 – 1 | Acireale |  |

| 16 febbraio 1997 22ª giornata | Trapani | 0 – 1 | Acireale |  |

| 23 febbraio 1997 23ª giornata | Acireale | 0 – 0 | Savoia |  |

| 2 marzo 1997 24ª giornata | Giulianova | 3 – 0 | Acireale |  |

| 9 marzo 1997 25ª giornata | Acireale | 2 – 0 | Casarano |  |

| 16 marzo 1997 26ª giornata | Juve Stabia | 0 – 0 | Acireale |  |

| 29 marzo 1997 27ª giornata | Acireale | 0 – 1 | Lodigiani |  |

| 6 aprile 1997 28ª giornata | Acireale | 0 – 0 | Avellino |  |

| 13 aprile 1997 29ª giornata | Ischia Isolaverde | 2 – 1 | Acireale |  |

| 20 aprile 1997 30ª giornata | Acireale | 1 – 1 | Atletico Catania |  |

| 27 aprile 1997 31ª giornata | Fidelis Andria | 2 – 0 | Acireale |  |

| 4 maggio 1997 32ª giornata | Acireale | 0 – 0 | Gualdo |  |

| 11 maggio 1997 33ª giornata | Ancona | 2 – 0 | Acireale |  |

| 18 maggio 1997 34ª giornata | Acireale | 0 – 1 | Fermana |  |